# Rollout (My Business)
Rollout (My Business)  è un singolo del rapper statunitense Ludacris, pubblicato nel 2001 ed estratto dall'album Word of Mouf.

## Tracce
1. Rollout (My Business) (radio edit)
2. Rollout (My Business) (album version)
3. Rollout (My Business) (instrumental)

## Video
Il videoclip della canzone è stato diretto da Jeremy Rall.